# The Dark (film, 1979)
Pour les articles homonymes, voir The Dark.
Les Nuits de Violence
Pour plus de détails, voir Fiche technique et Distribution.
The Dark / Les Nuits de Violence est un film d'horreur et de science-fiction américain réalisé par John 'Bud' Cardos (Tobe Hooper avait débuté la réalisation avant d'être remplacé par Cardos qui, seul crédité au générique, a tourné la majorité des scènes), sorti en 1979.

## Synopsis
Un terrifiant alien, le Mangler, parcourt les rues de Los Angeles, la nuit, tuant et mutilant des victimes humaines choisies au hasard. Un écrivain, par ailleurs père de l'une des victimes, associé à une journaliste, mène l'enquête mais ne trouve pas grand-chose si ce n'est les révélations d'une mystérieuse médium qui prétend savoir qui est le tueur et comment l'arrêter…

## Fiche technique
- Titre : The Dark
- Titre original : The Dark
- Titre québécois : Les Nuits de la Violence
- Réalisation : John 'Bud' Cardos, Tobe Hooper
- Scénario : Stanford Whitmore
- Production : Derek Power, John 'Bud' Cardos, Dick Clark, Edward L. Montoro, Igo Kantor
- Musique : Roger Kellaway
- Photographie : John Arthur Morrill
- Montage : Martin Dreffke
- Direction artistique : Rusty Lipscomb
- Chef-décorateur : William Strom
- Pays de production : États-Unis
- Langue : anglais
- Genre : horreur/science-fiction/thriller
- Durée : 92 minutes
- Date de sortie : 
  - États-Unis : 27 avril 1979

## Distribution
- William Devane : Roy Warner / Steve Dupree
- Cathy Lee Crosby : Zoe Owens
- Richard Jaeckel : Lieutenant Dave Mooney
- Biff Elliot : Lieutenant Jack Bresler
- Warren J. Kemmerling : Capitaine Speer
- Keenan Wynn : Sherman Moss
- Jacquelyn Hyde : De Renzy
- Jay Lawrence : Jim Hampton
- Casey Kasem : Le pathologiste
- Russ Marin (en) : Dr. Baranowski
- Vivian Blaine : Courtney Floyd
- Penny Ann Phillips : Zelza
- John Bloom : The dark

## Distinctions

### Nominations
- Saturn Award 1980 : Meilleure actrice dans un second rôle (Jacquelyn Hyde)